# Baldeo Singh
Baldeo Singh, in hindi: महाराजा बलदेव सिंह (Bharatpur, ... – Bharatpur, 26 febbraio 1825), fu maharaja di Bharatpur dal 1823 al 1825.

## Biografia
Dopo la morte del suo predecessore, il maharaja Randhir Singh, dal momento che questi non aveva avuto eredi, venne prescelto suo fratello Baldeo Singh per ascendere al trono nel 1823.
La regina Laxmi, moglie del defunto Randhir Singh, era tutt'altro che felice della successione di Baldeo Singh, e per questo motivo si portò personalmente a Brindavan e portò via con sé le chiavi del forte, morendovi poco dopo. Nel frattempo i figli del fratello minore di Baldeo Singh, Durjansal e Madho Singh, si ribellarono anch'essi allo zio maharaja. In questa lotta famigliare, Baldeo Singh richiese il supporto degli inglesi nella persona di Sir David Ochterlony, il residente della Compagnia britannica delle Indie orientali a Delhi e fu proprio grazie a lui che riuscì a far riconoscere sé stesso come sovrano e suo figlio Balwant Singh quale suo legittimo successore al trono.
Baldeo Singh morì però il 26 febbraio 1825. Dopo la sua morte, pur con quanto avvenuto, l'appoggio concesso da sir David non era più bancabile da parte della Compagnia e pertanto venne ripudiato da Lord Amherest, governatore generale dell'India britannica e pertanto sir David venne rimpiazzato nel suo incarico.